# Bangkok Tennis Classic 1980
Il Bangkok Tennis Classic 1980 è stato un torneo di tennis giocato sul sintetico indoor. È stata la 1ª edizione del Bangkok Tennis Classic, che fa parte del Volvo Grand Prix 1980. Il torneo si è giocato a Bangkok in Thailandia, dal 17 al 23 novembre 1980.

## Campioni

### Singolare maschile
Vijay Amritraj ha battuto in finale  Brian Teacher con il punteggio di 6–3, 7–5

### Doppio maschile
Ferdi Taygan /  Brian Teacher hanno battuto in finale  Tom Okker /  Dick Stockton con il punteggio di 7–6, 7–6